# София Брабантска
София Брабантска или София от Тюрингия (на немски: Sophie von Brabant, Sophie von Thüringen, * 30 март 1224 във Вартбург или Кройцбург в Тюрингия, † 29 май 1275) от род Лудовинги е чрез женитба херцогиня на Брабант и прамайка на Дом Хесен.
Тя е второто дете на Св. Лудвиг IV ландграф на Тюрингия и Св. Елисавета Унгарска. По майчиня линия тя е племенница на Анна-Мария, съпругата на българския цар Иван Асен II.
През 1240 г. София се омъжва за херцог Хайнрих II (1207–1248), херцог на Брабант от род Регинариди. Тя е неговата втора съпруга. С него тя има две деца:
- Хайнрих I Детето (* 1244, † 1308), 1263 ландграф на Хесен
- Елизабет (* 1243, † 9 октомври 1261), ∞ в Брауншвайг на 13 юли 1254 за Албрехт I, херцог на Брауншвайг и Люнебург (Велфи).